# Tim Coleman
Timothy James "Tim" Coleman (Union City (Nueva Jersey); 4 de enero de 1995) es un jugador profesional estadounidense de baloncesto, que mide 1,96 metros y actualmente se encuentra sin equipo.

## Trayectoria deportiva

### Universidad
Es un alero con formación universitaria norteamericana que jugó en NJIT Highlanders durante cuatro temporadas, desde 2013 a 2017. Coleman terminó su NCAA con 1.439 puntos en su carrera, ocupando el cuarto lugar de todos los tiempos en NJIT, y 762 rebotes, que ocupa el puesto 41 entre los líderes activos de la NCAA I al completar su temporada sénior. Se convirtió en el sexto miembro del club de 1.000 puntos D-I de NJIT contra Army el 16 de marzo de 2016.

### Profesional
Tras no ser elegido en el draft de la NBA de 2017, se marcharía a Canadá para debutar como profesional en las filas de los Halifax Hurricanes de la Liga Nacional de Baloncesto de Canadá en la que jugó durante la temporada 2017-18.
En verano de 2018, llega a Europa para jugar en las filas del BBC Etzella de la Total League luxemburguesa en el que disputa la temporada 2018-19.
El 24 de julio de 2019, firma por el Salon Vilpas Vikings de la Koriisliga. En las filas del conjunto finlandés disputa 30 partidos en los que promedia 18,90 puntos por encuentro.
El 13 de mayo de 2020, tras la reanudación de la competición después del parón de las competiciones por la pandemia Covid 19, firma por el Hapoel Galil Gilboa de la Ligat Winner para disputar el último tramo de la competición y los play-offs de la liga israelí, con el que disputa 8 encuentros en los que promedia 6,38 puntos.
El 27 de julio de 2020, firma por el Crailsheim Merlins de la Basketball Bundesliga.